# Bryobacter
Bryobacter es un género de bacterias gramnegativas de la familia Bryobacteraceae. Actualmente contiene una sola especie: Bryobacter aggregatus. Fue descrita en el año 2010. Su etimología hace referencia a bacteria asociada al musgo. El nombre de la especie hace referencia a la formación de agregados. Es aerobia, inmóvil y con cápsula. Tiene un tamaño de 0,5-0,8 μm de ancho por 0,8-1,3 μm de largo. Forma colonias pequeñas, lisas, circulares, con márgenes enteros y no pigmentadas. Catalasa positiva y oxidasa negativa. Temperatura de crecimiento entre 4-33 °C, óptima de 22-28 °C. Es resistente a ampicilina, cloranfenicol, lincomicina, kanamicina y neomicina. Sensible a estreptomicina, novobiocina y gentamicina. Tiene un contenido de G+C de 55,5%. Se ha aislado de turba del musgo Sphagnum, en Tomsk, Rusia. 